# Mutterschutzverordnung
Mutterschutzverordnung ist die Bezeichnung für folgende Rechtsverordnungen
 in Deutschland:
- die von 1964 bis 2009 geltende Verordnung über den Mutterschutz für Beamtinnen[1][2]
- die seit 2009 geltende Verordnung über den Mutterschutz für Beamtinnen des Bundes und die Elternzeit für Beamtinnen und Beamte des Bundes[3]
- die Verordnung über den Mutterschutz für Soldatinnen[4]
- die Verordnungen der Bundesländer für Beamtinnen des Staates, der Gemeinden, der Gemeindeverbände und der sonstigen unter der Aufsicht des Staates stehenden Körperschaften, Anstalten und Stiftungen des öffentlichen Rechts einschließlich der kommunalen Wahlbeamtinnen
  - Baden-Württemberg: Verordnung der Landesregierung über die Arbeitszeit, den Urlaub, den Mutterschutz, die Elternzeit, die Pflegezeiten und den Arbeitsschutz der Beamtinnen, Beamten, Richterinnen und Richter (Arbeitszeit- und Urlaubsverordnung - AzUVO) vom 29. November 2005, GBl. 2005, 716
  - Bayern: Verordnung über Urlaub, Mutterschutz und Elternzeit der bayerischen Beamten in der Fassung der Bekanntmachung vom 28. November 2017 (GVBl. S. 543) BayRS 2030-2-31-F
  - Berlin: Verordnung über den Mutterschutz für Beamtinnen (Mutterschutzverordnung - MuSchVO) in der Fassung vom 3. November 1999, GVBl. 1999, 665
  - Brandenburg: § 71 Beamtengesetz für das Land Brandenburg (Landesbeamtengesetz - LBG) vom 3. April 2009, GVBl.I/09, [Nr. 04], S. 26: Bundesregelungen gelten entsprechend
  - Bremen: Verordnung über den Mutterschutz der bremischen Beamtinnen und die Elternzeit der bremischen Beamtinnen und Beamten vom 8. Februar 2011, Brem.GBl. 2011, 77
  - Hamburg: Verordnung über den Mutterschutz für hamburgische Beamtinnen (Hamburgische Mutterschutzverordnung - HmbMuSchVO) vom 7. Dezember 1999, HmbGVBl. 1999, S. 279
  - Hessen: Hessische Verordnung über den Mutterschutz für Beamtinnen und die Elternzeit für Beamtinnen und Beamte (Hessische Mutterschutz- und Elternzeitverordnung - HMuSchEltZVO) vom 8. Dezember 2011, GVBl. I S. 758, 2012 S. 10, 340
  - Mecklenburg-Vorpommern: Landesverordnung über den Mutterschutz für Beamtinnen und Richterinnen im Land Mecklenburg-Vorpommern (Mutterschutzverordnung - MuSchVO M-V) vom 14. April 1994, GVOBl. M-V 1994, 584
  - Niedersachsen: § 81 Niedersächsisches Beamtengesetz (NBG) vom 25. März 2009, Art. 1 des Gesetzes vom 25.3.2009 – Nds.GVBl. 6/2009 S. 72: Bundesregelungen gelten entsprechend
  - Nordrhein-Westfalen: Verordnung über die Freistellung wegen Mutterschutz für Beamtinnen und Richterinnen, Eltern - und Pflegezeit, Erholungs- und Sonderurlaub der Beamtinnen und Beamten und Richterinnen und Richter im Land Nordrhein-Westfalen (Freistellungs- und Urlaubsverordnung NRW - FrUrlV NRW) vom 10. Januar 2012, GV. NRW. S. 2
  - Rheinland-Pfalz: Landesverordnung über den Mutterschutz für Beamtinnen im Lande Rheinland-Pfalz (Mutterschutzverordnung - MuSchVO) vom 16. Februar 1967, GVBl. 1967, 55
  - Saarland: Verordnung über den Mutterschutz für Beamtinnen und Richterinnen (Mutterschutzverordnung - MuSchVO) vom 14. Januar 2015, Amtsblatt 2015, S. 134
  - Sachsen: Sächsische Mutterschutzverordnung in der Fassung der Bekanntmachung vom 8. Dezember 2003 (SächsGVBl. 2004 S. 6, 68), die zuletzt durch Artikel 6 der Verordnung vom 23. Juni 2009 (SächsGVBl. S. 402) geändert worden ist
  - Sachsen-Anhalt: § 82 Beamtengesetz des Landes Sachsen-Anhalt (Landesbeamtengesetz - LBG LSA) vom 15. Dezember 2009: Bundesregelungen gelten entsprechend
  - Schleswig-Holstein: Landesverordnung über den Mutterschutz für Beamtinnen vom 4. Juli 1956 (Mutterschutzverordnung – MuSchVO) i.d.F.d.B.v. 23.12.1992, GVOBl. 1993, 24
  - Thüringen: Thüringer Verordnung über den Mutterschutz für Beamtinnen Thüringer Mutterschutzverordnung (ThürMuSchVO) vom 30. September 1994, GVBl 1994, S. 1093
- die von 1997 bis 2017 geltende Verordnung zum Schutze der Mütter am Arbeitsplatz,[5] erlassen als Art. 1 der Verordnung zur ergänzenden Umsetzung der EG-Mutterschutz-Richtlinie[6] (die Vorschriften wurden zum 1. Januar 2018 in das neugefasste Mutterschutzgesetz integriert)

in der Schweiz:
- die Verordnung des Eidgenössischen Departements für Wirtschaft, Bildung und Forschung über gefährliche und beschwerliche Arbeiten bei Schwangerschaft und Mutterschaft[7]